# Хоїт (Таджикистан)
Хойт (тадж. Ҳоит, перс. حائط Ḥāʼeṭ, рос. Хаит Хаїт) — село і джамоат в Таджикистані. Розташоване в Раштському районі, одному з районів республіканського підпорядкування. Загальна чисельність населення джамоату становить 7716 осіб (2015). Хойт розташований біля впадіння річки Сурхоб (Вахш) з її притоками Ясман і Ярхич.

## Катастрофа землетрусу
10 липня 1949 року один із трьох найбільших землетрусів 20 століття вразив Таджикистан у Хойті. Двадцять сіл у долині Ясман, Хойт і неподалік Хісорак були вкриті брудом і сміттям. Оцінки кількості втрат коливаються від 7200 до 29 000.
Згідно з Глобальною картою сейсмічної небезпеки (GSHAP 1999), вся країна знаходиться в зоні високого або дуже високого ризику з історією катастрофічних і смертоносних землетрусів.